# Eclipse (Film)

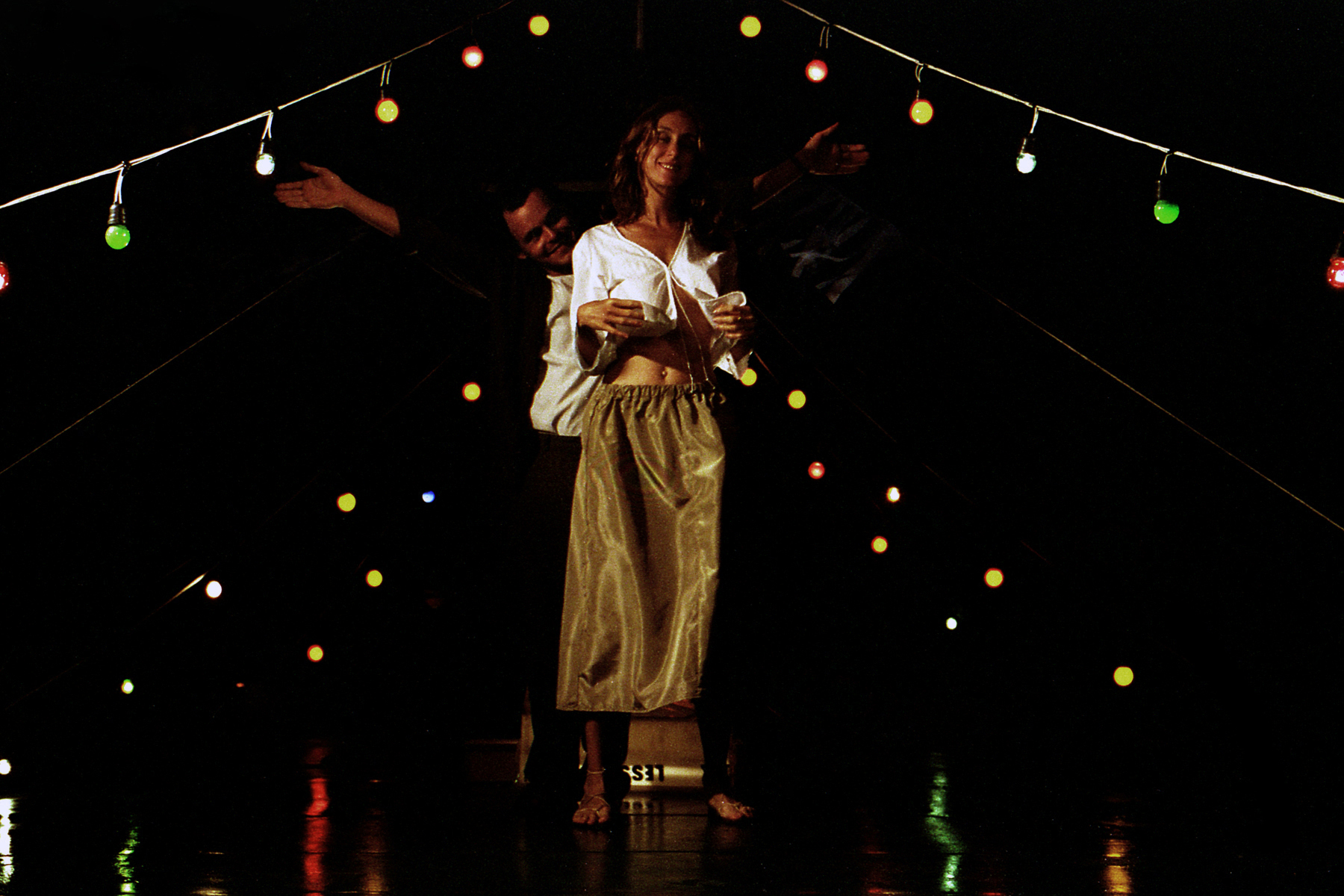
Gil und Pia

Eclipse ist ein Filmdrama von Herbert Brödl aus dem Jahre 2002. Vorangestellt ist ihm der Satz: „Und über uns die Gleichgültigkeit der Sterne. Es ist diese Gleichgültigkeit, angesichts derer wir die Liebe suchen“.

## Handlung
Ein kolumbianischer Gangsterboss schickt den Piloten Fred mit einer großen Menge an Edelsteinen zu einem Treffpunkt mitten im brasilianischen Urwald, knapp am Äquator. Dort befindet sich eine Landepiste, an der er die Ladung einem anderen Piloten übergeben soll. Während des Fluges wird Fred aber wahnsinnig und wassert mit seinem Flieger am Rio Negro, wo er den Beutel auf einer Insel vergräbt. Zufällig begegnet er dabei der Dichterin Pia, die dort eine Mondfinsternis fotografiert. Als diese nach Hause zurückkehrt, folgt er ihr und erschießt sie ohne Grund. Der Mann der Dichterin kommt wenige Stunden nach der Tat von einer Reise zurück und muss die Leiche entdecken. Es handelt sich bei ihm um einen bekannten Maler, das Paar ist oft im brasilianischen Fernsehen zu sehen. Gil ist sehr schockiert und nachdem die Formalitäten mit der Polizei erledigt sind und es feststeht, dass er als Verdächtiger für die Tat ausscheidet, reist er nach Reit in Österreich, sein Vater war Österreicher. Zufälligerweise wird er dort von einem brasilianischen Touristen entdeckt und fotografiert, aus den Medien erfährt ein brasilianisches Mädchen, das mit dem Maler befreundet ist, von seinem Verbleib und schickt ihm eine Zeichnung. Als Gil diese in seiner Post findet, beschließt er wieder zurückzukehren.
Mittlerweile hat sich der dem Wahnsinn verfallene Pilot in einer Ruine neben dem Haus, in dem er die Frau umgebracht hat, angesiedelt und wird von den Nonnen des hiesigen Klosters mit Nahrung versorgt. Es dauert nicht lange und die beiden lernen sich kennen (der Verrückte schaut heimlich mit, wenn Gil fernsieht). Durch Zufall taucht ein Foto auf, das den Piloten in der Nacht der Mondfinsternis zeigt, welches die Frau des Malers von ihm geschossen hatte. Als der Verrückte dieses sieht, rudert er an die Stelle, an der er die Smaragde vergraben hat, Gil, der ihn dabei beobachtet hatte, folgt ihm. Auf der Sandbank des Flusses begegnen sie sich, Fred wirft die wertvollen Steine weg und bittet Gil, ihn „weg zu machen“. Dieser dreht sich aber nur wortlos um, offensichtlich hat er ihm verziehen.

## Kritiken
- 3sat.online schreibt: „‚Eclipse‘ (2003) [...] ist die poetische und suggestive Liebesgeschichte zwischen einem Maler und einer Journalistin“.[4]
- Das Lexikon des internationalen Films: „Eine ebenso poetisch wie suggestiv erzählte Liebesgeschichte“.[5]
- Die Webseite german-films.de berichtet: „compelling, poetic, and delicately told.“[6] [„Fesselnd, poetisch und feingliedrig erzählt.“]